# Betsy (film)
Pour les articles homonymes, voir Betsy (homonymie).
Pour plus de détails, voir Fiche technique et Distribution.
Betsy (The Betsy) est un film américain réalisé par Daniel Petrie, sorti en 1978.

## Synopsis
Avant de disparaître, un magnat de l'automobile entreprend de construire la voiture parfaite en tout point. Pour ce faire, il s'attache les services d'un jeune pilote de course chevronné aussi séduisant qu'ambitieux. Mais la concurrence et certains membres au sein même de l'entreprise ne l'entendent pas de cette oreille.

## Fiche technique
- Titre français : Betsy
- Titre original : The Betsy
- Réalisation : Daniel Petrie
- Scénario : William Bast & Walter Bernstein, d'après la nouvelle d'Harold Robbins
- Musique : John Barry
- Photographie : Mario Tosi
- Montage : Rita Roland
- Production : Robert R. Weston
- Société de production : Harold Robbins International Company
- Société de distribution : Allied Artists Pictures
- Pays :  États-Unis
- Langue : anglais
- Format : couleur - mono - 35 mm
- Genre : drame
- Durée : 126 min
- Date de sortie :
  -  États-Unis : 9 février 1978
  -  France : 15 mars 1978

## Distribution
- Laurence Olivier (VF : André Valmy) : Loren Hardeman dit « Numéro Un »
- Robert Duvall (VF : François Chaumette) : Loren Hardeman III
- Katharine Ross (VF : Évelyn Séléna) : Sally Hardeman
- Tommy Lee Jones (VF : Michel Creton) : Angelo Perino
- Jane Alexander (VF : Nelly Vignon) : Alicia Hardeman
- Lesley-Anne Down (VF : Béatrice Delfe) : lady Bobby Ayres
- Joseph Wiseman (VF : Serge Sauvion) : Jake Weinstein
- Kathleen Beller (VF : Catherine Lafond) : Elizabeth « Betsy » Hardeman
- Edward Herrmann (VF : Bernard Woringer) : Dan Weyman
- Paul Ryan Rudd (en) (VF : Michel Paulin) : Loren Hardeman Jr.
- Roy Poole (VF : Robert Bazil) : John Duncan
- Richard Venture (VF : Francis Lax) : Mark Sampson
- Titos Vandis (VF : Jean Michaud) : Angelo Luigi Perino
- Clifford David (VF : Jean-Claude Balard) : Joe Warren
- Carol Williard (VF : Monique Thierry) : Roxanne
- Norman Palmer (VF : Louis Arbessier) : Tom, un membre du conseil
- Warney H. Ruhl (VF : Georges Aubert) : Eddy, l'agent de sécurité
- William Roerick (VF : Jean Berger) : le ministre secrétaire au commerce
- William B. Cain (VF : Jacques Chevalier) : le majordome des Hardeman
- Edward C. Higgins (VF : Jacques Chevalier) : Edward, le chauffeur